# Agabus glacialis
Agabus glacialis là một loài bọ cánh cứng trong họ Bọ nước. Loài này được Hochhuth miêu tả khoa học năm 1846.